# Вирішальний
Вирішальний —  селище в Україні, у Зміївській міській громаді Чугуївського району Харківської області. Населення становить 747 осіб. До 2020 орган місцевого самоврядування — Зміївська міська рада.

## Географія
Селище Вирішальний знаходиться за 4 км від річки Мжа (лівий берег), примикає до селища Бутівка, села Левківка і місту Зміїв. Через селище проходить автомобільна дорога Р78. Біля селища невеликі лісові масиви (сосна). Поряд із селищем проходить залізниця, найближчі станції Зміїв (1,5 км) і 27 км (2,5 км).

## Історія
12 червня 2020 року, відповідно до Розпорядження Кабінету Міністрів України  № 725-р «Про визначення адміністративних центрів та затвердження територій територіальних громад Харківської області», увійшло до складу Зміївської міської громади.
19 липня 2020 року, в результаті адміністративно-територіальної реформи та ліквідації Зміївського району, село увійшло до складу Чугуївського району Харківської області.

## Населення

### Мова
Розподіл населення за рідною мовою за даними перепису 2001 року:
| Мова            | Кількість | Відсоток |
| --------------- | --------- | -------- |
| українська      | 410       | 54.89%   |
| російська       | 326       | 43.64%   |
| білоруська      | 3         | 0.40%    |
| вірменська      | 3         | 0.40%    |
| інші/не вказали | 5         | 0.67%    |
| Усього          | 747       | 100%     |

## Походження назви
На території селища був радгосп ім. Третього вирішального року П'ятирічки. Скорочено - ім. Третього Вирішального.

## Економіка
- Молочно-товарна ферма.
- Тепличне господарство.